# Bellator 139
Bellator 139: Kongo vs. Volkov foi um evento de artes marciais mistas promovido pelo Bellator MMA, ocorrido em 26 de junho de 2015 no Kansas Star Casino em Mulvane, Kansas. O evento foi transmitido ao vivo na Spike TV nos Estados Unidos

## Background
O evento teve como luta principal a luta de pesados entre o veterano do UFC Cheick Kongo e o ex-campeão do Bellator Alexander Volkov.